# Michał II Tich
Michał II Tich (ur. w 1271 roku, bułg.: Mихаип II Тих, Michaił II Tich) – car bułgarski w latach 1277–1279.

## Życie
Syn cara bułgarskiego Konstantyna Asena Ticha, który po śmierci pierwszej żony około 1270 roku ożenił się powtórnie z Marią Kantakuzeną, siostrzenicą cesarza bizantyńskiego Michała VIII Paleologa. Michał II urodził się, pod koniec życia swego ojca, w 1271 roku.

### Objęcie władzy
Na początku 1277 roku ojciec Michała II uległ wypadkowi spadając z konia. Po wypadku nigdy już nie odzyskał pełnej sprawności fizycznej. W tym samym roku zamieszki chłopskie w północno-wschodniej Bułgarii przerodziły się w chłopską rebelię. Na czele powstańców stanął przekonany o swej misji dziejowej chłop z północy Bułgarii Iwajło. Jesienią 1277 roku nieliczna armia prowadzona przez chorego cara została rozbita przez powstańców. Konstantyn Tich zginął w bitwie. Matka Michała II Ticha już wcześniej podjęła intrygi zmierzające do zapewnienia władzy synowi. W tym celu wszczęła prześladowania niechętnych jej bojarów. Z jej ręki zginął przyrodni brat Michała II Ticha, prawowity następca tronu, syn Konstantyna Ticha i jego pierwszej żony Ireny. W wyniku zabiegów matki, w wieku 6 lat, po śmierci ojca, Michał II Tich został obwołany carem Bułgarii.

### Wojna domowa
Po klęsce armii carskiej powstańcy Iwajły zaczęli zdobywać warowne miasta. Pozbawieni kierownictwa bojarowie nie byli w stanie stawić im oporu. W 1278 roku Iwajło obległ Tyrnowo. Jednocześnie cesarz bizantyński Michał VIII, który początkowo popierał Iwajłę przeciw Konstantynowi Tichowi i nawet ofiarował mu rękę swej córki, zmienił plany i poparł wychowanego w Bizancjum syna Mico Asena, Iwana Mico, po matce wnuka Iwana Asena II. Michał ożenił go ze swą córką i wysłał na czele armii bizantyńskiej do Bułgarii. Wobec pojawienia się kolejnego kandydata do korony, mogącego zdobyć większe poparcie bojarstwa niż chłop Iwajło, carowa Maria otwarła przed Iwajłem bramy Tyrnowa. W wyniku zawartego porozumienia Iwajło objął tron carski poślubiając carową wdowę. Nowy car i współwładca Bułgarii rozbił nadciągających od północy Tatarów pod wodzą Kasimbeja, po czym zwrócił się ku nadciągającym od południa kilkoma drogami Bizantyńczykom dowodzonym przez Michała Glawasa Tarchaniotę. Przez kilka miesięcy toczył walki z Grekami. W 1279 roku od północy wtargnął kolejny zagon tatarski. Iwajło z główną armią wyruszył mu na spotkanie. Iwan Mico na czele wojsk bizantyńskich podszedł pod Tyrnowo, które zostało przez bojarów wydane Grekom. Michała II Ticha i jego matkę odesłano do Konstantynopola, a Iwan Mico jako Iwan Asen III ogłosił się carem Bułgarów.

## Związki rodzinne
|                |                                 |                                 |                                    |                                              |                                              |                                                                       |                                                                       |                             |                                            |                                            |                                               |                                               |  |
|                |                                 |                                 | córka Stefana Nemanji króla Serbii | córka Stefana Nemanji króla Serbii           | Tich bojar ze Skopje                         | Tich bojar ze Skopje                                                  |                                                                       |                             | Iwan Asen II (zm. 1241, panował 1218–1241) | Iwan Asen II (zm. 1241, panował 1218–1241) |                                               |                                               |  |
|                |                                 |                                 |                                    |                                              |                                              |                                                                       |                                                                       |                             |                                            |                                            |                                               |                                               |  |
|                |                                 |                                 |                                    |                                              |                                              |                                                                       |                                                                       | 2                           |                                            |                                            | 3                                             |                                               |  |
| Jan Kantakuzen | Jan Kantakuzen                  | Eulogia (Irena) Paleologina     | Eulogia (Irena) Paleologina        |                                              |                                              |                                                                       | Helena ∞ Teodor II Laskarys                                           | Helena ∞ Teodor II Laskarys |                                            | Maria ∞ Mico (panował 1256–1257)           | Maria ∞ Mico (panował 1256–1257)              |                                               |  |
|                |                                 |                                 |                                    |                                              |                                              |                                                                       |                                                                       |                             |                                            |                                            |                                               |                                               |  |
|                |                                 |                                 |                                    |                                              |                                              |                                                                       |                                                                       |                             |                                            |                                            |                                               |                                               |  |
|                | 2 Maria Kantakuzena Paleologina | 2 Maria Kantakuzena Paleologina |                                    | Konstantyn Tich (zm. 1277 panował 1257–1277) | Konstantyn Tich (zm. 1277 panował 1257–1277) |                                                                       | 1 Irena Laskarina Asenina                                             | 1 Irena Laskarina Asenina   | Iwan Asen III (panował 1279–1280)          | Iwan Asen III (panował 1279–1280)          | Kermaria ∞ Jerzy I Terter (panował 1280–1292) | Kermaria ∞ Jerzy I Terter (panował 1280–1292) |  |
|                |                                 |                                 |                                    |                                              |                                              |                                                                       |                                                                       |                             |                                            |                                            |                                               |                                               |  |
|                |                                 |                                 |                                    |                                              |                                              |                                                                       |                                                                       |                             |                                            |                                            |                                               |                                               |  |
|                |                                 |                                 |                                    |                                              | 2                                            | 2                                                                     | 1                                                                     | 1                           | 1                                          | 1                                          | 1                                             |                                               |  |
|                |                                 |                                 |                                    | Michał II Tich (ur. 1271 panował 1277–1279)  | Michał II Tich (ur. 1271 panował 1277–1279)  | syn z 1° małżeństwa (zamorodowany przed 1277 przez Marię Kantakuzenę) | syn z 1° małżeństwa (zamorodowany przed 1277 przez Marię Kantakuzenę) |                             |                                            |                                            |                                               |                                               |  |